# Gnaeus Flavius
Gnaeus Flavius gewann 304 v. Chr. als Schreiber in seiner wahrscheinlichen Funktion als scriba pontificius des Appius Claudius die Wahl zum kurulischen Ädil. Der römische Historiker und Politiker Piso erwähnt im zweiten Jahrhundert v. Chr. die niedere Herkunft des Gnaeus Flavius.
Unsicherheiten bestehen hinsichtlich der ersten Fasti-Veröffentlichung, die durch Gnaeus Flavius vorgenommen worden sein soll. Livius schreibt sie Gnaeus Flavius in seiner Funktion als Ädil zu, Cicero verweist dagegen auf eine andere Person. Aufgrund dieser unklaren Lage gilt das Erstpublikationsjahr der Fasti als ungewiss, kann aber nicht vor 304 v. Chr. liegen. Zweifelsfrei ist dagegen der historische Befund, dass nicht Gnaeus Flavius die Veröffentlichung der Fasti im Rahmen des römischen Kalenders plante, sondern Appius Claudius die entscheidende Person darstellte.
Von ihm soll die Niederschrift der Gesetzessammlung Ius Flavianum stammen.